# Selenocephalus abbreviatus
Selenocephalus abbreviatus är en insektsart som beskrevs av Melichar 1896. Selenocephalus abbreviatus ingår i släktet Selenocephalus och familjen dvärgstritar. Inga underarter finns listade i Catalogue of Life.